# 藤重貞慶
藤重 貞慶（ふじしげ さだよし、1947年1月1日）は、埼玉県出身の日本の実業家である。
ライオン相談役。ACジャパン理事長、日本マーケティング協会会長、日本卓球協会会長、Tリーグ理事。テレビ朝日監査役。

## 略歴
埼玉県出身。埼玉県立熊谷高等学校を経て、慶應義塾大学商学部卒業。1969年3月ライオン油脂株式会社（現ライオン株式会社）入社。営業を皮切りに、マーケティング、商品企画、国際事業などを担当。2004年3月代表取締役社長。創業家以外で初めてライオンの社長に就任。2012年1月代表取締役会長。2016年3月から相談役。
2017年11月、旭日中綬章を受章。
2019年5月、日本マーケティング協会会長に就任。

## 人物
趣味は、読書で名言があると必ずメモをしている。会社でスピーチしたものを、私家版の本『繋ぐことば～明日を担うみなさんへ～』として出版している。
休日は読書かゴルフをして過ごしている。座右の銘は「行くに径に由らず」。
2013年1月、財界さっぽろのインタビューに対し、次のように答えている。「自分だけいいのではなく取引先もいいし、社会もいいという考え方です。限られたパイを奪い合い、自分だけ勝てばいいというような〝ゼロサムの競争型社会〟から、全体価値の創出・拡大を志向する〝プラスサムの協創型社会〟へと転じていく。いまのアメリカは、ほんの一握りの層が、富の９割を占めているという社会です。日本もだんだんそうなってきている。大きな格差のある社会はもたないと思います。」